# 특별수사본부 기생 김소산
"특별수사본부 기생 김소산"은 1973년 공개된 대한민국의 영화이다.

## 배역
- 최무룡
- 윤정희
- 문오장
- 안인숙
- 황해
- 장혁
- 추석양
- 이향
- 이룡
- 최준
- 해이만
- 장일환
- 김웅
- 조덕성
- 이예성
- 이강조
- 권오상
- 박동용
- 김영인
- 장춘언
- 석인수

## 수상
- 1973년 제12회 대종상
  - 우수반공영화상 - 한진흥업